# والدینو اگیره
والدینو اگیره (انگلیسی: Waldino Aguirre; ۱۸ نوامبر ۱۹۲۰ – ۲۸ اکتبر ۱۹۷۷) بازیکن فوتبال اهل آرژانتین بود.
از باشگاه‌هایی که در آن بازی کرده‌است می‌توان به باشگاه فوتبال روساریو سنترال اشاره کرد.